# Thomas Adeoye Lambo
Thomas Adeoye Lambo (Abeokuta, 29 marzo 1923 – 13 marzo 2004) è stato uno psichiatra nigeriano, uno dei primi operanti in Africa; dal 1971 al 1988 ha lavorato all'Organizzazione mondiale della sanità, con incarichi direttivi.

## Vita
Nato nello stato di Ogun, in Nigeria, dopo aver frequentato i primi corsi di studio nella sua città natale, si trasferì in Inghilterra per iscriversi alla facoltà di medicina presso l'Università di Birmingham.

Nel 1954, dopo aver terminato gli studi ed aver già esercitato la professione in Gran Bretagna, Lambo ritornò in Nigeria in tempo per proporre di aggiungere, ad una struttura sanitaria già esistente, un "villaggio" terapeutico, e un ospedale aperto per le emergenze psichiatriche, noti con il nome di Aro, a Abeokuta.

In quel periodo la Nigeria stava percorrendo il suo lungo cammino che la portò verso un autogoverno su base federale. Una delle prime decisioni dei governanti riguardò proprio la creazione di un sistema di accoglienza e di cura psichiatrica ispirato ai modelli europei, sfidando lo scetticismo di molti connazionali che erano ancora legati ai guaritori tradizionali e alla fitoterapia locale. Quindi Lambo e i governanti nigeriani si accordarono sul tipo di progetto da realizzare.

## Lavoro e opere
Lambo riuscì nell'impresa di coniugare le più moderne tecniche e le conoscenze moderne con le pratiche e le credenze della religione tradizionale e le medicine native.

Nella struttura di Aro venivano accolti sia i malati sia i parenti, i quali non si trovavano in un ambiente estraneo, dato che Lambo aveva cercato di preservare alcuni aspetti della cultura nigeriana, quali, per esempio, il valore comunitario e catartico dei rituali, delle credenze e delle pratiche religiose, la solidarietà e la tolleranza, oltre alla figura del guaritore, fondamentale sia nella cura sia nelle indagini effettuate sui malati.